# Johanna Kirsch
Johanna Kirsch (* 1856 in Chemnitz; † nach 1930) war eine deutsche Malerin.

## Leben

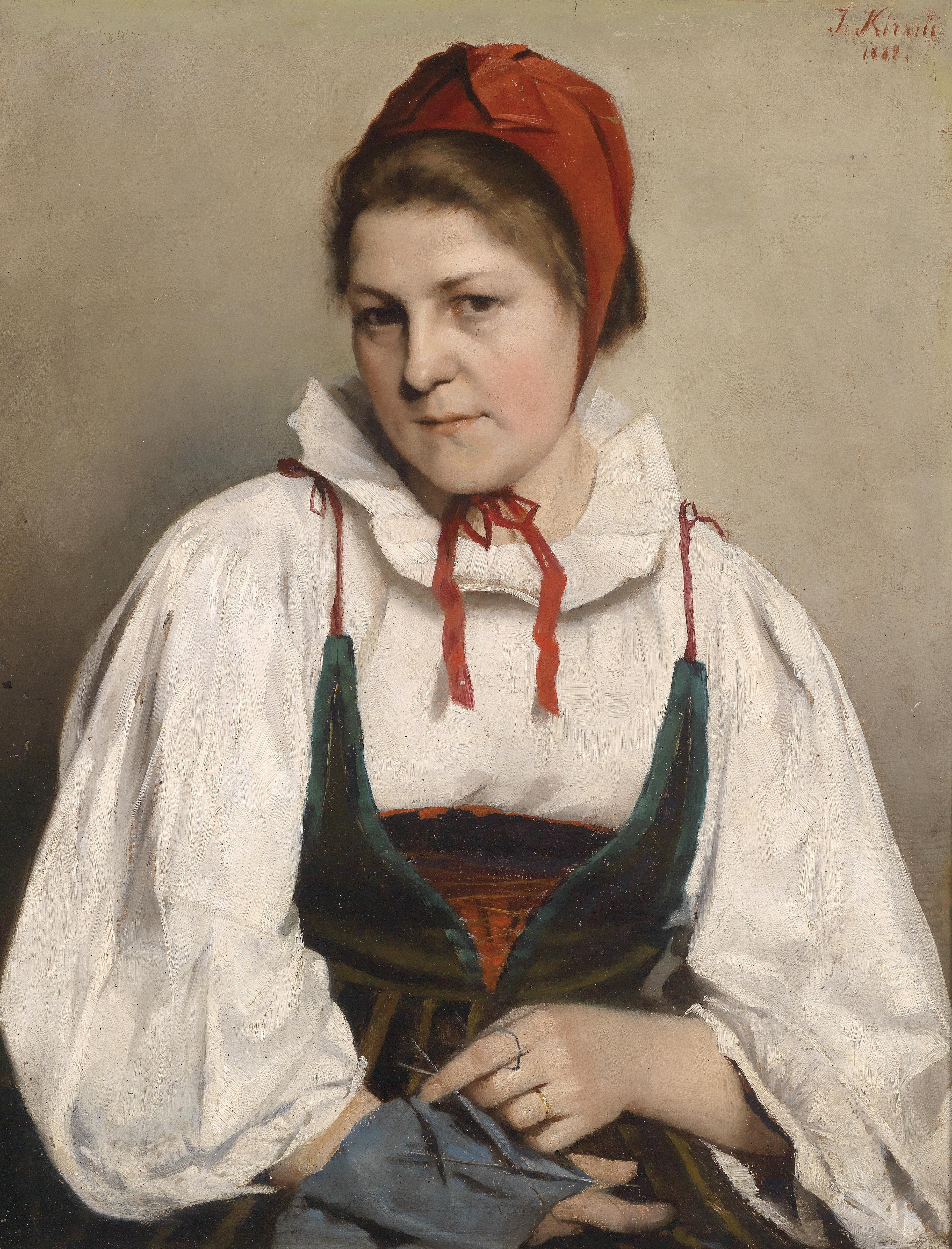
Johanna Kirsch: Strickendes Mädchen (1889, Öl auf Karton, 73 × 57 cm)

Johanna Kirsch wurde 1856 in Chemnitz geboren und wirkte später in Berlin, ehe sie sich in München niederließ. Ihr Werk umfasst sowohl Porträt- wie auch Genregemälde. Ab den 1880er Jahren stellte sie ihre Werke bei bedeutenden deutschen Kunstausstellungen aus, darunter viermal auf der Großen Berliner Kunstausstellung, zweimal in der Preußischen Akademie der Künste und zwischen 1883 und 1898 regelmäßig im Münchener Glaspalast. 1895 steuerte sie ein Selbstporträt mit dem Titel Bei der Lampe zur 23. Jahresausstellung des Wiener Künstlerhauses bei. Auf der Deutsch-nationalen Kunstausstellung in Düsseldorf 1902 war sie mit mehreren Genregemälden und Porträts vertreten. Weitere Ausstellungen nach 1902 sind im Thieme-Becker nicht mehr verzeichnet. Eines ihrer Werke gelangte in den Besitz des bayerischen Prinzregenten Luitpold. Noch 1930 taucht sie als in München lebende Kunstmalerin als Unterzeichnerin eines Schreibens eines „Deutschen Frauenausschußes zur Bekämpfung der Schuldlüge“ an Reichskanzler Heinrich Brüning auf. Ihr Todesdatum ist nicht bekannt.